# Симонян, Ашот Жораевич
Симонян, Ашот Жораевич (арм. Աշոտ Սիմոնյան; 7 ноября 1980, Катнахпюр, Арагацотнская область) — армянский политический деятель. Марзпет Арагацотнской области (2017—2018). Член партии Дашнакцутюн.

## Биография
В 1998 году поступил в Ереванский государственный экономический институт по специальности — экономист, который окончил спустя пять лет. С 2003 года по 2007 год соискатель ЕГЭИ.
С 2004 года по 2006 год участвовал в программе «Государственной поддержке выпускников организаций РА по опеке над детьми» как экономист. В 2006 году являлся экспертом Всемирной продовольственной программы ООН для Лорийской, Ширакской, Тавушской, Гехаркуникской, Сюникской и Вайоцдзорской областей. Затем в течение двух лет (2006—2008) вновь участвовал программе «Государственной поддержке выпускников организаций РА по опеке над детьми» в качестве координатора. С 2010 года по 2017 год являлся директором ООО «Аминтас Груп».
13 июля 2017 года назначен губернатором Арагацотнской области. В апреле 2018 года во время протестов в Армении Симонян сложил с себя полномочия губернатора.

## Личная жизнь
Женат, имеет одного ребёнка.